# Zeria rhodesiana
Espèce
Synonymes
- Solpuga rhodesiana Hirst, 1911

Zeria rhodesiana est une espèce de solifuges de la famille des Solpugidae.

## Distribution
Cette espèce se rencontre au Zimbabwe et en Tanzanie.

## Description
Le mâle holotype mesure 25,5 mm.

## Étymologie
Son nom d'espèce lui a été donné en référence au lieu de sa découverte, la Rhodésie.

## Publication originale
- Hirst, 1911  : On a collection of Arachnida and Chilopoda made by Mr S.A. Neave in Rhodesia, North of the Zambesi. Memoirs of the Literary and Philosophical Society of Manchester, vol. 56, no 1, p. 1-11 (texte intégral).